# Veronique Vandersmissen
Veronique Vandersmissen (* 1967) ist eine ehemalige kanadische Marathonläuferin.
1999 siegte sie beim Ottawa-Marathon und kam beim Chicago-Marathon auf den 16. Platz. Im Jahr darauf gewann sie das Around the Bay Road Race. In Ottawa verteidigte sie ihren Titel mit ihrer persönlichen Bestzeit von 2:36:46 h und wurde damit nationale Meisterin.